# Ravine Bois Diable
Die Ravine Bois Diable ist ein Zufluss des Charles Warner River im Osten von Dominica im Parish Saint David.

## Geographie
Die Ravine Bois Diable entspringt am Grat des Morne La Source auf ca. 490 m über dem Meer und fließt stetig und in steilem Verlauf nach Nordwesten. Er verläuft entlang der Bois Diable Ridge und mündet in der Bois Diable Plantation von rechts und Osten in den Charles Warner River, kurz bevor dieser selbst in den Pagua River mündet.